# Rożek basetowy
Rożek basetowy, basethorn (niem. Bassetthorn) – nieco większa, altowa odmiana klarnetu.
Najczęściej w stroju F. Instrument o dostojnym, ciepłym brzmieniu, z zakrzywioną fajką (przy ustniku) oraz zakrzywioną czarą u dołu instrumentu. Popularny w klasycyzmie, często używany m.in. przez Mozarta, np. w Requiem, napisał on także pięć pięcioczęściowych Divertimenti na trzy basethorny.